# Védőszent
A védőszent (latinul patronus; patrona) olyan szent, akit egy hely (ország, terület, település, templom stb.), tevékenység, személy vagy közösség (család, nemzet stb.) mennyei védőjének tekintenek. A kereszténységben a római katolikus egyházban, az anglikanizmusban és az ortodox kereszténységben ismert.
Egyes kultúrákban a nemzeti vagy helyi istenek a védőszentek megfelelői; az a védőisten, aki egy nép-népcsoport, foglalkozás, esemény stb. oltalmazója. Például: Diana, a vadászat latin patrónája, a görög Dionüszosz a szüreté vagy Kínában Khuei Hszing a tudósok patrónusa.

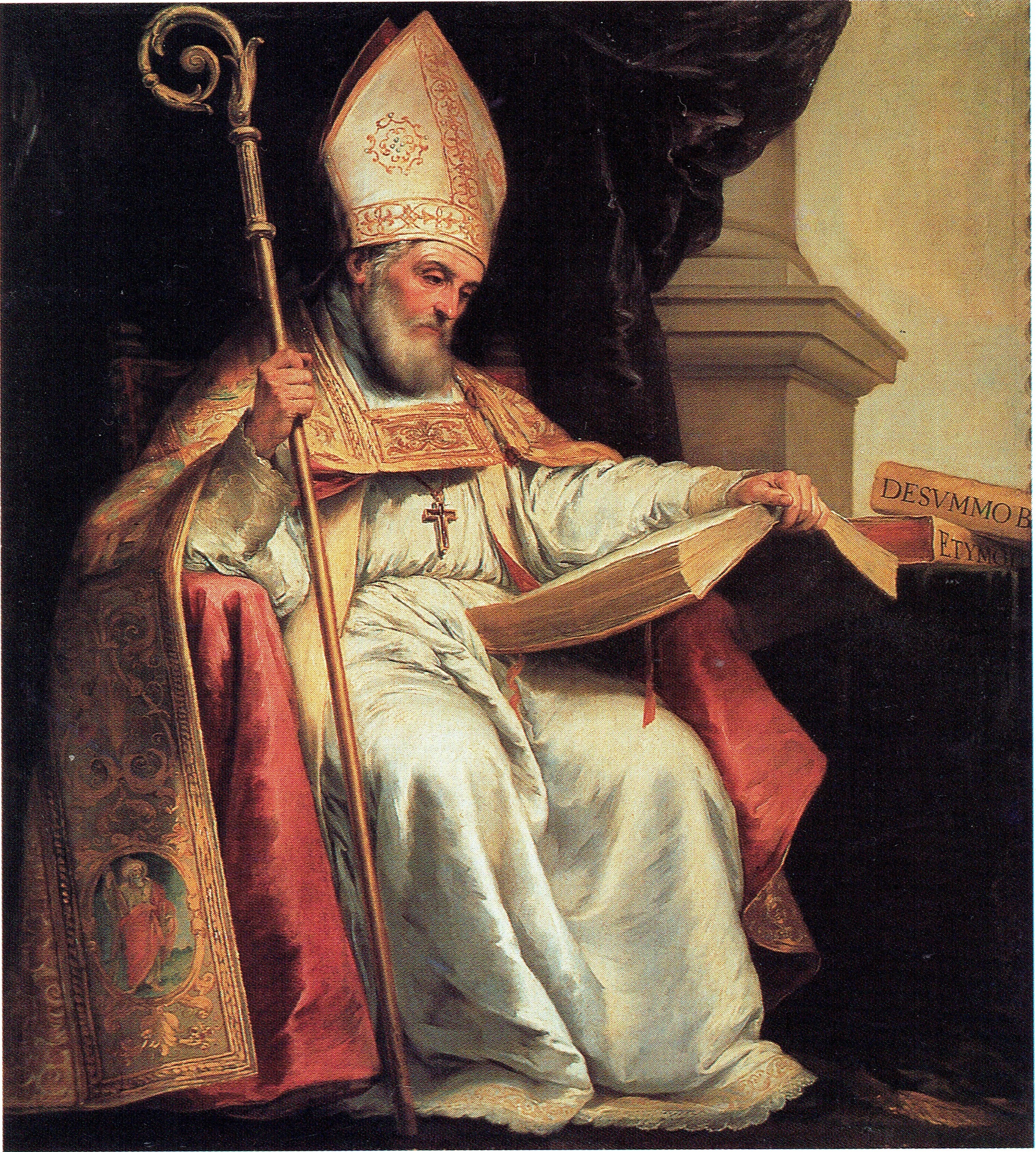
Sevillai Szent Izidor, az internet védőszentje.

## Kereszténység

### Történelem
A keresztény védőszent kultuszban az ókori szokások és hiedelmek pogány elemei élnek tovább. (→ védőisten)
A 3. században a görög misztériumok kezdtek hatást gyakorolni az egyházra, és a következő században antik példa nyomán kifejlődött a szentek kiterjedt tisztelete.
A pogány tömegek megtérítésével megindult a pogány kultuszok integrációjának folyamata. A nép lelkében kiirthatatlanul benne gyökerező vallási gyakorlatok átformálódva kerültek át a keresztény ún. másodrendű kultuszba.
A különböző foglalkozásokért, eseményekért felelős istenségek elképzelése folytatódott a keresztény hitben, a szentek tiszteletének rendszerében. A védőszentektől nemcsak azt kívánták, hogy közbenjáróként legyenek a Mindenhatónál, hanem konkrét követelményekkel álltak eléjük: esőt küldeni a szántóföldekre, segíteni a szerencsés szülésben stb.
A templomok annak a mártírnak (majd később szenteknek is) a nevét kapták, akitől azt várták, hogy közbenjáróként járjon el az ott istentiszteletet végző keresztényekért. A templomok, a régiók és országok védőszentjeit úgy választották ki, hogy a mártírnak vagy szentnek valamilyen kapcsolata volt az adott hellyel.
Az európai középkorban a védőszentek örökbefogadása az élet minden területére kiterjedt: az emberek egészségére, foglalkozására és családjára, a kereskedelemre, a veszélyekre, a településekre, az országra.
A reformáció előtti nyugati kereszténység egész társadalmi életét a menny szentjeitől való védelem gondolata mozgatta.

### Katolicizmus
A védőszentek kijelölésének szokása abból a gyakorlatból alakult ki, hogy a keresztény mártírok sírja fölé templomokat építettek. A szentekre úgy tekintettek, mint az templomok és a bennük gyülekező emberek különleges szószólóira és közbenjáróira. Majd ebből következett a templomok szentek és angyalok tiszteletére való felszentelése.
Az egyházi szabványok szerint (1630. március 23.) a hívek választják a védőszentet a kanonizáltak közül a püspök és papság beleegyezésével, és a választást a Congregatio Rituum erősíti meg. Változtatás csak az apostoli szék engedélyével történhet. Ünnepe elsőrangú és nyolcaddal (oktáva) bír. 
Védőszent lehet az is, akinek a nevét a keresztségben kapja az ember, tehát pl. a György nevezetűeknek Szent György.
Magyarország fővédőszentje Szent István király, akinek ünnepe augusztus 20-án, szentté avatásának évfordulóján van. Az ország védőasszonya (Patrona Hungariae) Szűz Mária, kinek tiszteletére Vaszary Kolos hercegprímás 1896-ban külön ünnepet eszközölt ki a pápánál, melyet ma Magyarok Nagyasszonya néven tartanak. Az ünnep napja először október második vasárnapjára esett, majd X. Piusz pápa áttette  október 8-ra. A II. vatikáni zsinat után a Magyar Püspöki Kar szeptember 12-re módosította az időpontot, de 1984-től ismét október 8-án tartják.
Egy templom védőszentjét a templom szentelésekor a püspök határozza meg.

### Protestantizmus
A legtöbb protestáns irányzatban a védőszentek ábrázolását és tiszteletét a bálványimádás egyik formájának tekintik. 
Elutasítják a védőszenteket, mivel a szentek tisztelete, a védelmük és közbenjárásuk kérése éles ellentétben áll a Solus Christus (egyedül Krisztus) elvével.

### Ortodox kereszténység
Az ortodox kereszténység elismeri a szentek tiszteletét, de általában nem társítja a szenteket foglalkozásokhoz vagy tevékenységekhez. 
A hagyományuk alapján minden templom, amikor a püspök felszenteli, egy nevet kap, aki a védőszentje lesz. A védőszent ikonja az első sorban található az ikonosztázban.

## Országok, területek hívőinek védőszentjei
| Ország / terület | Védőszent |
| ---------------- | --- |
| Ausztria         | József (Jézus nevelőapja) Stockeraui Szent Colman Szent Flórián III. Lipót osztrák őrgróf Szent Mór Noricumi Szent Szeverin Szent Virgil Szűz Mária                       |
| Horvátország     | József (Jézus nevelőapja) Szent Jeromos Cirill és Metód |
| Magyarország     | Boldogságos Szűz Mária Tours-i Szent Márton Szent Imre Szent Gellért I. István magyar király Árpád-házi Szent Erzsébet                                                    |
| Németország      | Magdeburgi Szent Adalbert Szent Oszkár Bonifatius Wynfrith Karthauzi Szent Brúnó Canisius Szent Péter Szent Kilián Mihály arkangyal Szent Suitbert Szent György Szent Mór |
| Románia          | Szűz Mária András apostol III. István moldvai fejedelem Szent György |
| Szlovákia        | Szűz Mária (a Fájdalmas Szűzanya) Cirill és Metód |
| Szerbia          | Szent Száva Cirill és Metód |